# Диангана, Грейди
Грейди́ Жорж Диангана́ (фр. и англ. Grady George Diangana; род. 19 апреля 1998, Лубумбаши) — конголезский и английский футболист, атакующий полузащитник английского клуба «Вест Бромвич Альбион» и сборной ДР Конго.

## Клубная карьера
Диангана родился в Демократической Республике Конго, но начиная с четырёхлетнего возраста проживает в Лондоне.
В 2010 году Грейди стал игроком знаменитой футбольной академии лондонского клуба «Вест Хэм Юнайтед». Начинал играть на позиции нападающего, но начиная с команды «Вест Хэм Юнайтед» до 15 лет выступал в роли атакующего полузащитника. В феврале 2014 года дебютировал за команду «молотобойцев» до 18 лет, а в январе 2015 года впервые сыграл в Премьер-лиге для команд до 23 лет. 14 мая 2016 года подписал первый в своей карьере профессиональный контракт с «Вест Хэм Юнайтед», а в июне 2018 года продлил его на два года, отметив, что вдохновляется примером другого выпускника академии «молотобойцев» Деклана Райса, пробившегося в основной состав.
26 сентября 2018 года Диангана дебютировал в основном составе «Вест Хэма» в матче Кубка Футбольной лиги против «Маклсфилд Таун», проведя на поле все 90 минут и забив два мяча; «молотобойцы» одержали в той игре победу со счётом 8:0. Три дня спустя Грейди дебютировал в Премьер-лиге, выйдя на замену Фелипе Андерсону в концовке матча против «Манчестер Юнайтед».
8 августа 2019 года отправился в сезонную аренду в клуб Чемпионшипа «Вест Бромвич Альбион».

## Карьера в сборной
19 ноября 2018 года дебютировал в составе сборной Англии до 20 лет в матче против Германии.

## Стиль игры
Диангана обычно играет в роли правого атакующего полузащитника, но может выступать на любой позиции в атаке. Образцом для подражания считает Роналдиньо.